# Směnné relace
Směnné relace (angl. Terms of trade, TOT) jsou relativní ceny dovozu z hlediska cen vývozu a jsou definovány jako poměr vývozních cen k dovozním cenám. Interpretuje se také jako množství importovaného zboží, které může ekonomika nakupovat za jednotku exportovaného zboží.
Zvýšení hodnoty směnných relací země je považováno za ekonomicky prospěšné, protože daná země může nakoupit více zboží a služeb z dovozu při stejné úrovni vývozu. Směnné relace bývají ovlivněny měnovým kurzem, protože nárůst hodnoty měny země snižuje domácí ceny svých dovozů, ale nemusí přímo ovlivňovat ceny komodit, které vyváží.
Směnné relace se obvykle prezentují jako index, který se vztahuje k určitému bazickému roku.

## Definice
Směnné relace (TOT) měří, kolik importu může ekonomika získat za jednotku exportu. Pokud například ekonomika vyváží pouze jablka a dováží pouze pomeranče, pak jsou směnnými relacemi jen cena jablek dělená cenou pomerančů – jinými slovy, kolik pomerančů lze koupit za jedno jablko. Vzhledem k tomu, že ekonomiky typicky vyvážejí a dovážejí mnoho zboží, měření TOT vyžaduje definování cenových indexů pro vyvážené a dovážené zboží a vydělení těchto dvou.
Zvýšení cen vyváženého zboží na mezinárodních trzích by zvýšilo TOT, zatímco růst cen dováženého zboží by ho snížil. Například země, které vyvážejí ropu, zaznamenají nárůst svých TOT, když ceny ropy rostou, zatímco počet zemí, které dováží ropu, se sníží.